# Anorganski pigmenti
Anorganski pigmenti su pigmenti koji su bili poznati još u prapovijesti. Naši preci iz kamenog doba upotrebljavali su mineralne pigmente kao što su oker, manganov smeđi pigment i različite gline za crteže u spiljama za koje se procjenjuje da su nastali prije oko 100 000 godina. Paljenjem okera priređivale su se oko 2 000. pr. Kr. nove vrste crvenih i ljubičastih pigmenata koji su se upotrebljavali za bojenje glinenog posuđa. Arsenov sulfid se smatra prvim čistim žutim pigmentom, ultramarin je vjerojatno bio prvi plavi, malahit zeleni, cinober crveni, a antimonov sulfid prvi čisti crni pigment.
Glavni anorganski pigmenti jesu titanijev dioksid (TiO2), litopon (ZnS + BaSO4 ili CaSO4), cinkovo bjelilo (ZnO), olovno bjelilo (PbCO3, Pb(OH)2), antimonov(III) oksid (Sb2O3) i tako dalje. Od te je grupe najvažniji titanijev dioksid, kojega je primjena univerzalna zahvaljujući njegovoj bjelini, velikoj moći pokrivanja, temperaturnoj stabilnosti, te inertnosti prema vezivima, otapalima i različitim kemijskim sredstvima. Litopon se danas uglavnom upotrebljava za disperzijske unutrašnje prevlake i za temeljne boje, cinkov oksid u manjim količinama kao fungicidno sredstvo, dok se olovni bijeli pigmenti gotovo više ne upotrebljavaju. Antimonov(III) oksid upotrebljava se najviše u proizvodnji nezapaljivih boja na osnovi klorkaučuka. S obzirom na kemijski sastav razlikuje se nekoliko grupa anorganskih obojenih pigmenata.

## Podjela
S obzirom na kemijski sastav razlikuje se nekoliko grupa anorganskih obojenih pigmenata.

### Bijeli pokrivni pigmenti
Bijeli pokrivni pigment ili bijeli pigment je pigment s povoljnim optičkim svojstvima i s velikom pokrivnom moći i koji se stoga u prvom redu upotrebljava za postizanje optičkih učinaka i zaštitnog djelovanja u lakovima i bojama (nalič) namijenjenim ličenju površine materijala, za razliku od pigmenata koji se upotrebljavaju kao punila i koji su također najčešće bijele boje. Među bijelima pokrivnim pigmentima ističe se titanijev dioksid (titan(IV) oksid), a sami ili s njim u smjesi upotrebljavaju se i cinkov oksid, cinkov sulfid, litopon te bazični olovo(II) karbonat.
| Bijeli pokrivni pigmenti            | Indeks loma n |
| ----------------------------------- | ------------- |
| Titanijev dioksid (anatas, rutil)   | 2,6 – 2,7     |
| Cinkov sulfid                       | 2,4           |
| Cinkov oksid (cinkovo bjelilo)      | 2,0 – 2,1     |
| Litopon                             | 1,8 – 2,1     |
| Olovo(II) karbonat (olovno bjelilo) | 1,8           |
| Barijev sulfat                      | 1,64          |

### Crni pigmenti
Glavni crni pigmenti jesu tvari koje se sastoje od elementarnog ugljika, što je u prvom redu čađa, a uz nju i grafit. Osim toga kao crni pigment poznato je i željezno crnilo, jedan od oksida željeza, dok različiti mješoviti oksidi željeza, koji sadrže i krom, bakar ili mangan, danas nisu mnogo važni. 

#### Čađa
Među crnim pigmentima čađa je svakako najvažnija i najviše se upotrebljava. Poznato je da se najviše čađe (više od 90%) troši u industriji guma (pneumatika). Međutim, od ukupno proizvedenih količina čađe oko 6% se upotrebljava u svojstvu pigmenata koji služi za optičke svrhe, to jest kao tvar kojom se postiže crna boja. U tom smislu najviše se pigmentne čađe troši u proizvodnji polimernih materijala, lakova i tiskarskih boja, dok manje količine služe za bojenje cementa i betona, papira, tekstilnih proizvoda, kože, paste za cipele, obuće i tako dalje.

### Anorganski obojeni pigmenti
Do danas je poznato više stotina različitih anorganskih obojenih pigmenata koji se međusobno razlikuju prema boji i drugim svojstvima. Prema kemijskom sastavu, kako se obično pigmenti opisuju, razlikuju se četiri glavne grupe pigmenata: oksidni pigmenti, sulfidni i selenidni pigmenti, kromatni pigmenti i cijanidni pigmenti. S obzirom na boju anorganski se pigmenti, izuzevši bijele i crne, mogu ubrojiti u crvene, smeđe, narančaste, žute, zelene i plave pigmente. Boja i kemijski sastav nisu izravno povezani. Tako na primjer, crvenu boju daju, između ostalih, željezni oksid i kadmijev sulfoselenid, dok različiti oksidi, čak istog metala, željeza, mogu biti crveni, smeđi, narančasti, žuti ili crni, uključujući i prijelazne tonove među tim bojama.

#### Oksidni pigmenti
U oksidne pigmente ubrajaju se jednostavni oksidi i hidratizirani oksidi željeza i kroma, te mješoviti pigmenti spinelne ili rutilne strukture. Skupina oksidnih pigmenata vrlo je cijenjena zbog svoje svjetlostalnosti, dobre moći pokrivanja, inertnosti i otpornosti prema otapalima i kemikalijama, te postojanosti na temperature i do 500 °C (osim nekih oksida željeza). Osim tih svojstava, oksidni su pigmenti pogodni i zbog svoje niske cijene.

##### Prirodni oksidi željeza
Prirodni oksidi željeza rasprostranjeni su u željeznim rudama širom svijeta, ali je relativno malo ruda dovoljno čisto da bi se isplatilo njihovo iskorištavanje u proizvodnji pigmenata. Oksidni prirodni pigmenti željeza obično se nazivaju prema nalazištima rude. Poznati su španjolski crveni, perzijski crveni, sijena žuti pigmenti i tako dalje. S obzirom na kemijski sastav prirodni oksidni pigmenti željeza sadrže, uz mnoge primjese, određene kemijske spojeve željeza: željezo(III) oksid (α Fe2O3) u crvenim pigmentima, odnosno hidratizirani željezo(III) oksid, getit (α FeOOH) u žutim pigmentima. Prvi se spoj susreće u željeznoj rudi hematitu, a drugi u rudi limonitu. Da bi se iz ruda proizveo pigment, podvrgavaju se one postupcima koji ovise o sastavu rude i o primjesama koje treba ukloniti. Ruda se usitnjuje, primjese se po mogućnosti što bolje odstrane, zatim se proizvod suši, ponekad kalcinira, i melje. Sušenje i kalciniranje osjetljivi su postupci jer se gubitkom vode, što se tom prilikom događa, može promijeniti nijansa pigmenta. Zbog toga su trajanje i temperatura sušenja i žarenja veoma važni i treba ih pažljivo kontrolirati. 
Poznati prirodni oksidni pigmenti željeza jesu željezno crvenilo, oker i umbra. 

###### Željezno crvenilo
Željezno crvenilo ili željezno oksidno crvena oksidni je pigment s velikim udjelom Fe2O3 (željezov(III) oksid), pa je zagasito crvenosmeđe do crvenoljubičaste boje. Na mnogim je mjestima primiješan uz glinu. Dobiva se preradom hematita, neotrovan je, vrlo otporan prema atmosferilijama, ali je osrednje pokrivne moći.

###### Oker
Oker (njem. Ocker od lat. ochra: bijeložut od grč. ὤχρα, prema ὠχρός: žut; blijed) je prirodni anorganski pigment kojemu je, uz veće primjese (prirodne) gline, glavni sastojak hidratizirani željezni(III) oksid (FeOOHx0,4 H2O), a sadrži i nešto manganovih i kalcijevih spojeva. Porastom udjela željeza (i mangana) boja okera prelazi iz žute u smeđu i crvenosmeđu. Boju mijenja i žarenjem; najprije postaje jačom (intenzivnijom), a zatim prelazi i tamnije nijanse uz istodobno povećanje pokrivne moći. U prapovijesti se oker upotrebljavao za bojenje i slikanje, ali i u obredne svrhe. Crveni oker simbolizira boju života i stari su mu narodi pripisivali snagu krvi. Već od starijeg kamenog doba (paleolitika) koristio se za posipanje tijela pokojnika ili se pokojniku prilagao u grob kao grumen. Zbog toga su i neke prapovijesne zajednice dobile ime prema tom običaju, primjerice kultura grobova s okerom. Poslije se koristio kao važan pigment za boje i lakove (nalič), a danas su ga iz uporabe gotovo potpuno istisnuli sintetski željezni oksidi, pa se žuti sintetski željezni oksid također naziva okerom.

###### Umbra
Umbra je pigment koji sadrži od 45 do 70% Fe2O3 (željezov oksid) i sa znatnim udjelom manganovog dioksida (od 5 do 20%). Sirova umbra s poznatih nalazišta na Cipru i u Italiji zelenkastosmeđe je boje, a žarenjem prelazi u tamnosmeđu. Vrlo je postojana i dobre pokrivne moći. 

###### Sijena
Sijena je naziv za pigment s otprilike 50% Fe2O3 (željezov oksid) i s malim udjelom (manji od 1%) manganovog dioksida. U sirovom je stanju žutosmeđe, a nakon žarenja crvenosmeđe boje. Glavna su mu nalazišta u Toskani. Zbog svoje dobre otpornosti prema alkalijama, prirodni oksidni pigmenti željeza upotrebljavaju se za bojenje cementnih proizvoda i betona. Sitno samljeveni pigmenti primjenjuju se u jeftinim uljenim i drugim bojama za ličenje drva i metala, u pripravi pečatnog voska, kao pigmenti za plastične mase i tako dalje. Sijena i oker služe i u proizvodnji obojenih olovaka, pastela i kreda. 

##### Sintetski oksidi željeza
Sintetski oksidi željeza jesu željezovi oksidi različita sastava i boje, koji su u usporedbi s prirodnim pigmentima željeza podjednako inertni i kemijski otporni, postojani prema djelovanju svjetla i povišenih temperatura, ali su čišćeg tona, veće izdašnosti boje i izvenredne pokrivne moći. Na ta poboljšana svojstva utječe, osim ostalog, i ujednačena veličina, oblik i raspodjela čestica. S obzirom na kemijski sastav, i ti pigmenti sadrže jednostavne i hidratizirane okside željeza (α Fe2O3, α FeOOH, γ FeOOH, Fe3O4), ali se sintezom mogu pripraviti u čistom obliku i u čistom tonu boje kao crveni, žuti, narančasti i crni pigment. Međutim, smeđi sintetski željezni pigmenti rijetko su homogeni, već su to obično smjese crvenog, žutog i crnog pigmenta. 
Za sintezu pojedinih oksidnih pigmenata željeza postoji više mogućnosti. Tako se, na primjer, sintetsko željezno crvenilo može proizvesti jednim od sljedećih postupaka: pregradnjom željeznih spojeva u čvrstom stanju (žarenjem), redukcijom aromatskih nitro spojeva pomoću metalnog željeza, hidrolizom ranije oksidiranih otopina željeza(II) u prisutnosti metalnog željeza, toplinskom razgradnjom željeznih spojeva i taloženjem iz otopina željeza(II) uz istodobnu oksidaciju zrakom. Vrlo je važno da se te reakcije provode uz strogo kontrolirane uvjete kako bi se dobio željeni proizvod najboljih svojstava. Varijacijom reakcijskih uvjeta neka se reakcija može usmjeriti u više smjerova i mogu se dobiti različiti proizvodi. Taloženjem iz otopina željeza(II) može se, na primjer, uz različite okolnosti proizvesti crveni, žuti ili crni pigment. 
Upotreba sintetskih oksidnih pigmenata željeza slična je upotrebi takvih pigmenata dobivenih iz prirodnih izvora, ali se sintetski pigmenti zbog svojih prednosti u mnogim svojstvima više cijene i upotrebljavaju za kvalitetnije proizvode. Oko 2/3 proizvedenih količina troši se za bojenje građevinskog materijala (beton, kamen za popločenje, bitumen, fasadna žbuka), nešto manje od 1/3 upotrebljava se za pigmentiranje lakova, uljenih i disperzijskih boja (naliča), a ostatak se primjenjuje za bojenje u proizvodnji papira, sintetskih materijala, emajla i tako dalje. Zbog svoje neotrovnosti upotrebljavaju se i za bojenje ambalažnog materijala za hranu, na primjer smeđeg papira za bombonijere. Osim kao obojeni pigmenti, upotrebljavaju se vrlo čisti željezni oksidi Fe3O4 i γ Fe2O3, kao prenosioci informacija na magnetskim vrpcama.

##### Oksidni pigmenti kroma
Oksidni pigmenti kroma ubrajaju se među najstarije anorganske boje. Od kromovih oksida kao pigmenti služe spojevi kroma(III): krom(III) oksid, Cr2O3 i njegov hidratizirani oblik Cr2O3∙2 H2O. Ti su pigmenti zelene boje; oksid je bez sjaja, ali se hidrat po briljantnosti svoje boje može usporediti s organskim zelenim pigmentima. Oksidni pigmenti kroma odlikuju se velikom tvrdoćom i otpornošću prema abraziji, inertnošću i postojanošću na svjetlu i prema djelovanju vode, kiselina, alkalija i drugih kemikalija. Krom(III) oksid postojan je i na visokim temperaturama (ireverzibilne promjene opažaju se tek na temperaturama višim od 1 000 °C), ali je hidratizirani oksid osjetljiv već na 100 °C.
Oksidni pigmenti kroma proizvode se redukcijom alkalijskih dikromata u čvrstoj ili tekućoj fazi. Redukcija u čvrstoj fazi provodi se na temperaturi oko 1 100 °C, a kao reducens sumpor je u prednosti pred ugljikom. Žareni se produkt zatim ispire, suši i melje. Za redukciju dikromata u otopini mogu se kao redukcijska sredstva upotrijebiti sumpor, tiosulfati i neki organski spojevi. 
Kromni oksidni pigmenti vrlo su cijenjeni zbog svojih izvanrednih svojstava. Među svim zelenim pigmentima najotporniji su prema agresivnim medijima, pa se upotrebljavaju za pripravu lakova i boja za ličenje betona i cementnih izrađevina, čeličnih konstrukcija, zatim u keramičkoj industriji, u proizvodnji gume i tako dalje.

##### Mješoviti oksidni pigmenti
Mješoviti oksidni pigmenti sastoje se od miješanih kristalnih komponenata spinelne ili rutilne strukture. Spineli čine veliku grupu minerala općenite formule M(II)M2(III)O4, u kojoj je M(II) dvovalentan metal, obično magnezij, željezo(II), cink ili mangan, a M(III) trovalentan metal, najčešće aluminij, željezo(III) ili krom. Neki od mnogobrojnih poznatih spinela pokazuju vrlo dobra pigmentna svojstva i odavno se u tu svrhu upotrebljavaju. Jedan od najpoznatijih pigmenata spinelne strukture jest kobaltovo modrilo CoAl2O4. To je osobito cijenjeni pigment, vrlo lijepog i toplog plavog tona, postojan na svjetlosti. Upotrebljava se mnogo u slikarstvu, a zbog svoje vatrostalnosti služi kao pigment za porculan i slično. 
Djelomičnom zamjenom iona titanija ionima prijelaznih metala u kristalnoj rešetki rutila TiO2, nastaju obojeni miješani polikristali rutilne strukture, od kojih se neki također mogu upotrijebiti kao pigmenti. Tehnički su važniji u prvom redu rutilni pigmenti s ugrađenim ionima nikla i kroma, koji im daju žutu boju. 
Mješoviti oksidni pigmenti spinelne i rutilne strukture postojani su prema djelovanju svjetla, atmosferilija i kemikalija, a posebno se odlikuju svojom postojanošću na visokim temperaturama. Dobro se podnose s organskim obojenim pigmentima, od kojih imaju veću moć pokrivanja, pa se često s njima kombiniraju. Upotrebljavaju se za pripravu lakova i boja za vanjske naliče izložene trošenju, posebno u građevinarstvu, za bojenje čeličnih i aluminijskih limova za spremnike, dijelove strojeva i vozila, za pokrivne pečene automobilske lakove, za bojenje plastičnih masa, u keramičkoj industriji i slično.

#### Sulfidni i selenidni pigmenti
U sulfidne i selenidne pigmente ubrajaju se dvije različite vrste obojenih pigmenata: skupina kadmijevih sulfidnih i sulfoselenidnih pigmenata, te pigment ultramarin.

##### Kadmijevi pigmenti
Kadmijevi pigmenti imaju za osnovu žuti kadmijev sulfid CdS. Taj kemijski spoj tvori i miješane kristale, pa u njegovoj kristalnoj rešetki dio iona može biti zamijenjen drugima, kemijski sličnim ionima. To su ioni žive i cinka umjesto kadmija, a selenidi umjesto sulfida. Tako se djelomičnom zamjenom mijenja i žuta boja kadmijevog sulfida. Prisutnost cinka daje žutoj boji zelenkasti ton, a s povećanjem udjela žive i selenija žuta se boja mijenja od narančaste u crvenu, pa i u tamnocrvenu boju.

###### Kadmijeva žuta
Kadmijev sulfid pojavljuje se u prirodi, ali nema svojstva pigmenata. Takva svojstva poprima, međutim, sintetski kadmijev sulfid, poznat kao kadmijeva žuta ili kadmijevo žutilo. Vrlo je lijepe zlatnožute boje, a može se pripraviti i u nijansama od svijetlozelenkastožute (miješani kristali s cinkovim sulfidom) do svijetlonarančaste, što ovisi o primjesama i o metodi priprave.

###### Kadmijeva crvena
Kadmijeva crvena ili kadmijevo crvenilo je kadmijev sulfoselenid Cd(S,Se). Sve većom zamjenom sumpora selenijom boja se produbljuje od žute do narančaste i crvene. Jednaka promjena boje nastaje i zamjenom kadmija živom i tvorbom miješanih kristala (Cd,Hg)S. Takav je spoj jeftiniji od kadmijeva crvenila, ali je slabije kvalitete.

##### Ultramarin
Ultramarin (lat. ultra: daleko, iza, preko, s one strane + marinus: morski) je plavi pigment, natrijev alumosilikat složene strukture, koji sadrži i sumpor. Poznat je ponajprije zbog svoje blistave, vrlo lijepe plave boje, pa se mnogo koristio kao slikarska umjetnička boja. Neotrovan je, netopljiv u vodi i alkalijama, na svjetlosti izvanredno postojan. Od davnine se dobivao iz minerala lazurita, a danas se proizvodi sintetski, pečenjem fino samljevene smjese kaolina, silicijske kiseline, sode, sumpora i reducensa (drveni ugljen, kolofonij) u trajanju od nekoliko dana na 800 °C. Nakon kontroliranoga hlađenja uz oksidaciju, proizvod se ispire vodom, odjeljuje i melje. Danas se ultramarin koristi uglavnom kao pigment za bojenje plastike i papira, a sve manje za tiskarske boje i naliče. Osim plavoga, postoje i zeleni, crveni i ljubičasti ultramarin, koji su manje poznati i rjeđe se primjenjuju.
Kao briljantan i vrlo lijep plavi pigment, ultramarin je poznat još od davnine. Tada se dobivao mljevenjem i ispiranjem minerala lazurita, a nazvan je prema latinskom lapis lazuli. Danas je važan samo sintetski ultramarin. To je aluminosilikat sa složenom strukturom, koja još danas nije potpuno razjašnjena. Sastoji se od AlO4 i SiO4 tetraedara, a za izravnavanje viška negativnog naboja služe natrijevi kationi. U prostoru između tetraedara smješteni su sumporni spojevi koji djeluju kao kromoforne grupe. Ultramarin je u prvom redu poznat kao plava boja, ali postoji i zeleni, crveni i ljubičasti ultramarin. Boja ovisi o razlikama u udjelu natrija i silicija, te o vrsti sumpornih spojeva, a na nju se može djelovati izmjenom u sastavu i omjeru sirovina te promjenom reakcijskih uvjeta prilikom sinteze. 
Proizvodnja sintetskog ultramarina zasniva se uglavnom na iskustvenim (empirijskim) metodama. Kao glavne sirovine za sintezu služe kaolin, soda, sumpor i kremena zemlja, a dodaju se i kreda te sredstva za redukciju (katranska smola, kolofonij, drveni ugljen). Uzima se visokovrijedni kaolin, praktički čisti kaolinit, koji se prvo kalcinira. I druge sirovine moraju biti vrlo čiste (sumpor s 99,5% S, kalcinirana soda od 99,5 do 99,8% Na2CO3). Sirovine se miješaju u određenim omjerima, melju se u fini prah, a zatim se, već prema recepturi, žare u mufolnim pećima nekoliko dana na temperaturi od 800 °C. Nakon kontroliranog hlađenja uz oksidaciju, dobiveni se pigment u nizu procesa ispire vodom, odjeljuje i melje. Iz tako pripravljenog plavog ili zelenog pigmenta mogu se dobiti i ultramarini drugih tonova. Tako se ljubičasti ultramarin dobiva oksidacijom na zraku u prisutnosti amonijevog klorida, a iz njega se crveni ultramarin proizvodi daljom oksidacijom uz dodatak klorovodika i klora. 

##### Cinober ili rumenica
Vermilion, cinober ili rumenica je narančasto crveni, skarletni pigment, izvorno proizveden u prah usitnjenog minerala cinabarita. Živin(II) sulfid, HgS, pojavljuje se u prirodi kao mineral cinabarit. Može se dobiti kao crveni kristalni prah zagrijavanjem žive sa sumporom ili kao crni talog uvođenjem sumporovodika u otopinu živinih soli. Metastabilna, crna modifikacija (metacinabarit) zagrijavanjem prelazi u stabilnu, crvenu (cinabarit, rumenica). Crvena modifikacija služi kao jarko crvena slikarska boja (cinober).

#### Kromatni pigmenti
Među obojene kromatne pigmente ubrajaju se olovni kromati (kromovo žutilo i kromov narančasti pigment), olovnokromatni molibdati (molibdatni crveni i narančasti pigment) i kromatni zeleni pigment (kromovo zelenilo i cinkovo zelenilo). Svi su ti spojevi opasni i štetni za zdravlje zbog kancerogenosti kromata, a i zbog toga što svi, osim cinkova zelenila, sadrže otrovne olovne spojeve. Stoga su propisi strogi za njihovu upotrebu, rukovanje i primjenu, a u mnogim je djelatnostima njihova upotreba vrlo ograničena. Tako se na primjer ne smiju upotrebljavati za bojenje proizvoda koji dolaze u dodir s hranom, dječjim igračkama i slično. Po svom kemijskom sastavu u skupinu kromatskih pigmenata mogu se ubrojiti i kromati nekih drugih metala (cinka, barija i stroncija) s pigmentnim svojstvima. Međutim, ti se pigmenti najčešće upotrebljavaju u zaštiti od korozije, pa se obično svrstavaju u specijalne pigmente.

##### Kromova žuta
Kromovo žutilo čvrsta je otopina olovnog kromata i olovnog sulfata x PbCrO4∙y PbSO4. O omjeru tih sastojaka i o uvjetima prilikom proizvodnje ovisi i boja pigmenta, koja može biti u rasponu od nježne zelenkastožute (boja jaglaca) do tamnožute. Kromovo žutilo proizvodi se taložnom reakcijom između neke topljive olovne soli, obično olovnog nitrata ili bazičnog olovnog acetata, i otopine natrijevog dikromata:
{\displaystyle \mathrm {2\,Pb(NO_{3})_{2}\,+\,Na_{2}Cr_{2}O_{7}\,+\,H_{2}O\rightarrow 2\,PbCrO_{4}\,+\,2\,NaNO3\,+\,2\,HNO_{3}} }
Taloženjem iz razrijeđenim otopina i na višoj temperaturi dobivaju se pigmenti svjetlijih i nježnijih tonova, dok se tamniji ton postiže upotrebom koncentriranih otopina i zagrijavanjem reakcijske smjese do ključanja. Koprecipitati olovnog kromata s olovnim sulfatom nastaju dodavanjem potrebne količine sulfatne kiseline u reakcijsku otopinu. Istaloženi se pigment zatim ispire, filtrira, ponovno ispire, suši i melje. 
Odlike su kromova žutila čist i blistav ton i dobra moć pokrivanja. Međutim, standardni tipovi kromova žutila neotporni su prema djelovanju alkalija, kiselina i sumporovog dioksida i nisu svjetlostalni, pa s vremenom potamnjuju. Zbog toga se, osim standardnog kromovog žutila, proizvodi i nekoliko stabilnijih i kvalitetnijih vrsta tih pigmenata, koje su svjetlostalnije, postojane na povišenim temperaturama (do 260 °C) i otporne prema atmosferilijama, kemikalijama i djelovanju sumporovog dioksida iz onečišćene industrijske atmosfere. Takva se stabilizacija postiže ugradnjom nekih spojeva titanija, antimona i aluminija, ili naknadnom površinskom obradom silikatima. 
Kromovo žutilo svrstava se među najtraženije anorganske žute pigmente. U usporedbi s ostalima taj je pigment relativno jeftin, pa se usprkos svojoj otrovnosti zbog sadržanoga olova vrlo mnogo upotrebljava. Najviše se kromova žutila troši za pripravu uljenih boja i lakova. Osim toga, ono se upotrebljava kao zidna boja (nalič) i boja za slikarstvo, u proizvodnji tiskarskih boja, za bojenje plastičnih masa, u prvom redu redu PVC-a i polietilena, zatim za bojenje emajla, papira i kartona, a služi i kao osnova za pripravu kromovih zelenih pigmenata.

##### Kromov narančasta
Kromov narančasti pigment PbCrO4∙PbO proizvodi se, kao i kromovo žutilo, taloženjem iz otopine olovnog nitrata pomoću dikromata. Međutim, kemijska reakcija se provodi u lužnatom mediju jer o tome ovisi veličina čestica istaloženog pigmenta, a o njoj i boja. U lužnatoj otopini nastaju, naime, veće čestice, pa se boja pigmenta produbljuje od žute do narančaste i crvene. Osim toga, taloži se iz otopine zagrijane do vrelišta kako bi se dobio talog u kristalnom obliku. Kromov narančasti pigment zaostaje po svojoj važnosti za kromovim žutilom. Kao pigment za naliče lakova i boja nije osobito prikladan jer dispergiranjem može promijeniti svoj ton. Ističe se jedino postojanošću prema alkalijama, pa se upotrebljava kao pigment u bojama za građevne vapnene podloge.

##### Molibdatno crvenilo
Molibdatno crvenilo smatra se kancerogenim i otrovnim (toksičnim) za reprodukciju te se stoga više ne koristi u Europi.

##### Kromova zelena
U kromatne zelene pigmente ubrajaju se kromovo zelenilo i cinkovo zelenilo, što su smjese kromova žutila (x PbCrO4∙y PbSO4), odnosno cinkova žutila (kromat cinka i kalija) sa željeznim plavim pigmentom, takozvanim pariškim ili berlinskim modrilom. Ponekad se u tu svrhu umjesto anorganskog željeznog plavog pigmenta uzima organski plavi ftalocijanidni pigment. Udjel žutih i plavih pigmenata u smjesi može se mijenjati u širokom rasponu, pa je tako udjel plavog pigmenta od 2 do 65%. O tome ovisi i nijansa kromatnih zelenih pigmenata i proteže se od svjetlozelenih do tamnijih plavozelenih tonova. 

#### Cijanidni pigmenti
Od cijanidnih pigmenata najvažniji su cijanidni složeni spojevi željeza. Ti su pigmenti poznati pod različitim nazivima kao modrilo, plavilo i plava (boja): berlinsko modrilo, prusko modrilo, pariško modrilo, milori plava, kineska plava i tako dalje. Međutim, ti se nazivi ne upotrebljavaju uvijek jednoznačno i često unose zabunu jer se uglavnom radi samo o različitim plavim nijansama, o razlikama u finoći, izdašnosti i čistoći proizvoda, a rjeđe o različitom sastavu. Tako je, na primjer, općenito uzevši, ta vrsta pigmenta najpoznatija pod nazivom berlinsko modrilo, ali se takav čisti pigment bez primjesa ponekad naziva pariškim modrilom. U posljednje se vrijeme u stručnoj njemačkoj i anglosaksonskoj literaturi za sve cijanidne pigmente željeza uvriježio naziv željezno modrilo. 
Cijanidni pigmenti željeza bili su u obliku taloga pripravljeni prvi put na početku 18. stoljeća i ubrajaju se među najstarije umjetne (sintetske) pigmente. To su složeni spojevi željeza općenite jednadžbe M(I) Fe(III) [Fe(II) (CN)6]∙H2O, u kojoj rimski brojevi u zagradi označuju oksidacijski broj kemijskog elementa, a M je najčešće ion kalija, ali može biti i ion natrija ili amonijev ion. Jednadžbi K{ Fe [Fe (CN)6]}, što odgovara tipičnom plavom cijanidnom pigmentu željeza, pripada racionalno ime kalijev željezo(III) heksacijanoferat(II). Poznati su i mnogi slični složeni spojevi u kojima M nije alkalijskog svojstva, ali takvi spojevi nemaju svojstva pigmenta. 

##### Berlinsko modrilo
Berlinsko modrilo, pariško plava ili prusko plava, Fe4[Fe(CN)6]3, željezni(III) heksacijanoferat(II), je anorganski pigment koji se zbog čistoće tona, stalnosti i neotrovnosti mnogo upotrebljava. Dobiva se kemijskom reakcijom između otopina kalijeva heksacijanoferata i soli trovalentnog željeza. Koristi se u slikarstvu i u smjesi sa škrobom kao plavilo za rublje. Proizvodnja pigmenata u industrijskom smislu započela je u 18. stoljeću otkrićem berlinskog modrila, kromovog žutila i kobaltovog modrila. Berlinsko modrilo ne odgovara za mazanje vapnom. Postoji i topljivo berlinsko modrilo; kalijev željezov(III) heksacianoferat(II) ( KFe[Fe(CN)6]).